# 雷寶荃
雷寶荃（?—?），陝西省興安府安康縣人，清朝政治人物、同進士出身。
光緒十八年（1892年），参加光緒壬辰科殿試，登進士三甲80名。同年五月，著交吏部掣签分发各省，以知县即用